# Allegiant
Allegiant è un romanzo di fantascienza per ragazzi del 2013 di Veronica Roth, terzo libro della serie iniziatasi con Divergent. 
È stato pubblicato negli Stati Uniti nell'ottobre 2013, mentre in Italia è uscito il 18 marzo 2014. A differenza dei due romanzi precedenti, questo si caratterizza per l'alternanza di capitoli seguenti il punto di vista di Tris o di Tobias, mantenendo tale impostazione fin quasi alla fine.
Dalla prima parte del romanzo è stato tratto il film The Divergent Series: Allegiant del 2016; la seconda parte, prevista nei cinema per il 2017, verrà cancellata.

## Trama
I tumulti seguiti alla proiezione del video di Edith Prior vengono sedati in pochi giorni dagli Esclusi, ma in città si è ormai creato un gruppo di opposizione ad essi. Gli Alleanti (così si chiama il gruppo che combatte contro gli Esclusi per il ripristino delle fazioni) guidati da Johanna Reyes, ex leader dei Pacifici, e da Cara, la sorella di Will, hanno due obiettivi principali: mandare una rappresentanza all'esterno, come richiesto da Edith Prior nel video, e deporre gli Esclusi.
Tris viene invitata a una riunione degli Alleanti insieme ad alcuni suoi amici. Durante la riunione viene deciso che lei farà parte della rappresentanza che andrà all'esterno della recinzione, insieme a Tobias, Christina, Uriah, Cara, Peter e Tori.
Caleb, il fratello di Tris, viene imprigionato per essere stato dalla parte di Jeanine e condannato a morte. Tris è in collera con lui per non aver impedito la sua esecuzione quando quest’ultima si era ritrovata imprigionata nel Quartier Generale degli Eruditi, nel libro precedente. Sapendo che però, nonostante tutto, Tris non avrebbe sopportato la morte del fratello, Tobias fa evadere Caleb di prigione.
Durante la fuga oltre la recinzione, il gruppo è inseguito da alcuni Esclusi, ma fortunatamente riescono a sfuggire loro. Dopo essere stati accolti al "Dipartimento di sanità genetica", che si trova in un vecchio aeroporto di Chicago, il gruppo si deve abituare alla verità: la loro città di provenienza e la divisione in fazioni non sono altro che un esperimento per ricostruire i geni danneggiati degli abitanti della Terra. Circa due secoli prima, infatti, il governo statunitense aveva condotto un esperimento volto ad eliminare i tratti negativi, come l'aggressività o la disonestà, dalle personalità dei criminali. Dopo il trattamento, però, i geni di quest'ultimi erano danneggiati e le loro personalità incomplete: alcuni erano eccessivamente onesti, altri eccessivamente altruisti, e così via. Proprio per questo motivo c'era stata una suddivisioni in fazioni secondo la personalità di ogni singolo individuo. Arrivati a quel punto, il Governo era ormai molto debole a causa della seguente guerra civile, che aveva visto contrapporsi persone geneticamente modificate a persone dai geni "puri". Si era quindi tentato di ripristinare la purezza genetica con degli esperimenti, svoltisi in varie città e con diversi metodi. Il fine ultimo degli esperimenti era quello di produrre un'alta percentuale di persone "geneticamente sane", ovvero i Divergenti. Si viene inoltre a scoprire che la città dove abitavano i protagonisti è Chicago.
Tobias scopre che sia Amar, il suo vecchio istruttore degli Intrepidi, sia George Wu, fratello di Tori, nonostante fossero creduti assassinati perché Divergenti, sono ancora vivi. Il gruppo scopre, inoltre, che non tutti coloro che resistono ai sieri sono Divergenti. Matthew, un giovane scienziato del Dipartimento, convince Tris e Tobias a fare un test, e quest'ultimo scopre di non essere Divergente.
Juanita (detta Nita), una donna facente parte del personale di supporto del Dipartimento, nota la frustrazione di Quattro e se ne serve per tentare di rovesciare il Dipartimento e impadronirsi del Siero della Morte, dicendo però a Quattro che a lei interessa mettere le mani solo sul Siero della Memoria. Tris, venuta al corrente del piano di Nita, cerca di fermare Tobias, ma non prima che un'esplosione colpisca il suo amico Uriah, che finirà in un coma da cui non si risveglierà più. Nonostante ciò, Tris riuscirà a sventare l'attacco di Nita usando David, il capo del Dipartimento, come scudo.
A seguito di ciò, Tobias viene etichettato come traditore e Tris come un'eroina; quest'ultima, però, decide di collaborare comunque con i GD (i geneticamente danneggiati) più moderati, per fargli ottenere i pari diritti dei GP (i geneticamente puri), che possiedono sulla carta.
Intanto, il consiglio del Dipartimento decide di "resettare", cioè cancellare, la memoria dell’intera popolazione di Chicago, a causa del rischio della morte di gran parte delle persone per via della guerra in corso tra Alleanti ed Esclusi. Tris, entrata nelle grazie di David dopo aver sventato l'ultimo attacco, viene al corrente del fatto e decide di ostacolare il Dipartimento e quindi, insieme ai suoi amici, elabora un piano (cancellare i ricordi a chi lavora nel Dipartimento utilizzando il Siero della Memoria conservato nel Laboratorio Armamenti, eliminando così i pregiudizi sui GD), che prevede però una missione suicida: violando il laboratorio senza un codice identificativo (posseduto solo da David), si diffonde il Siero della Morte, in grado di uccidere chiunque si trovi al suo interno. Caleb deciderà di sacrificarsi per il gruppo per discolparsi delle sue azioni passate da Erudito e per farsi perdonare da Tris. 
All'ultimo momento, però, mentre lo accompagna al Laboratorio Armamenti, è Tris a compiere la missione al posto del fratello, ricordando ciò che gli aveva detto tempo prima, ovvero che lei non lo avrebbe mai accompagnato alla sua esecuzione.
Tris riesce sorprendentemente a resistere al Siero della Morte ma ad aspettarla dall’altra parte c'è David (immune al Siero della Morte), che le rivela di aver sempre sospettato del suo piano e che la minaccia con una pistola: arrivata a quel punto, Tris rivela a David che è grazie a sua madre se ha capito il valore del sacrificio. David, comunque sia, le spara uccidendola ma, prima di morire, Tris riesce ad attivare all'ultimo il dispositivo che libera il Siero della Memoria, resettando tutti i membri del Dipartimento di sanità genetica.
Quattro riesce a convincere sua madre Evelyn ad attuare una pace tra Esclusi ed Alleanti: l'esperimento è definitivamente concluso. Distrutto per la morte di Tris, Tobias decide di resettarsi ingerendo il Siero della Memoria, ma viene fermato in tempo da Christina, che lo incita a proseguire la sua vita nella speranza di un futuro migliore.
Due anni e mezzo dopo, Quattro si riconcilia con sua madre Evelyn e diventa l’assistente personale di Johanna Reyes (diventata rappresentante della città dopo la fine delle fazioni). Il libro si conclude con Tobias che, il giorno dell'anniversario di quello che doveva essere il Giorno della Scelta, sale sulla zip-line, mettendosi nella stessa posizione in cui si metteva sempre Tris, spargendo le ceneri della ragazza sulla città e superando così la sua paura dell'altezza.

## Adattamenti cinematografici
Il romanzo viene diviso in 2 film: The Divergent Series: Allegiant uscito nei cinema statunitensi a febbraio 2016 (marzo 2016 in Europa), e la seconda parte e ultimo film della serie, The Divergent Series: Ascendant che era previsto per il 9 giugno 2017,  ma a causa del flop ottenuto dall'ultimo film uscito, la seconda parte è stata cancellata.